# مجلس اللغة البولندية

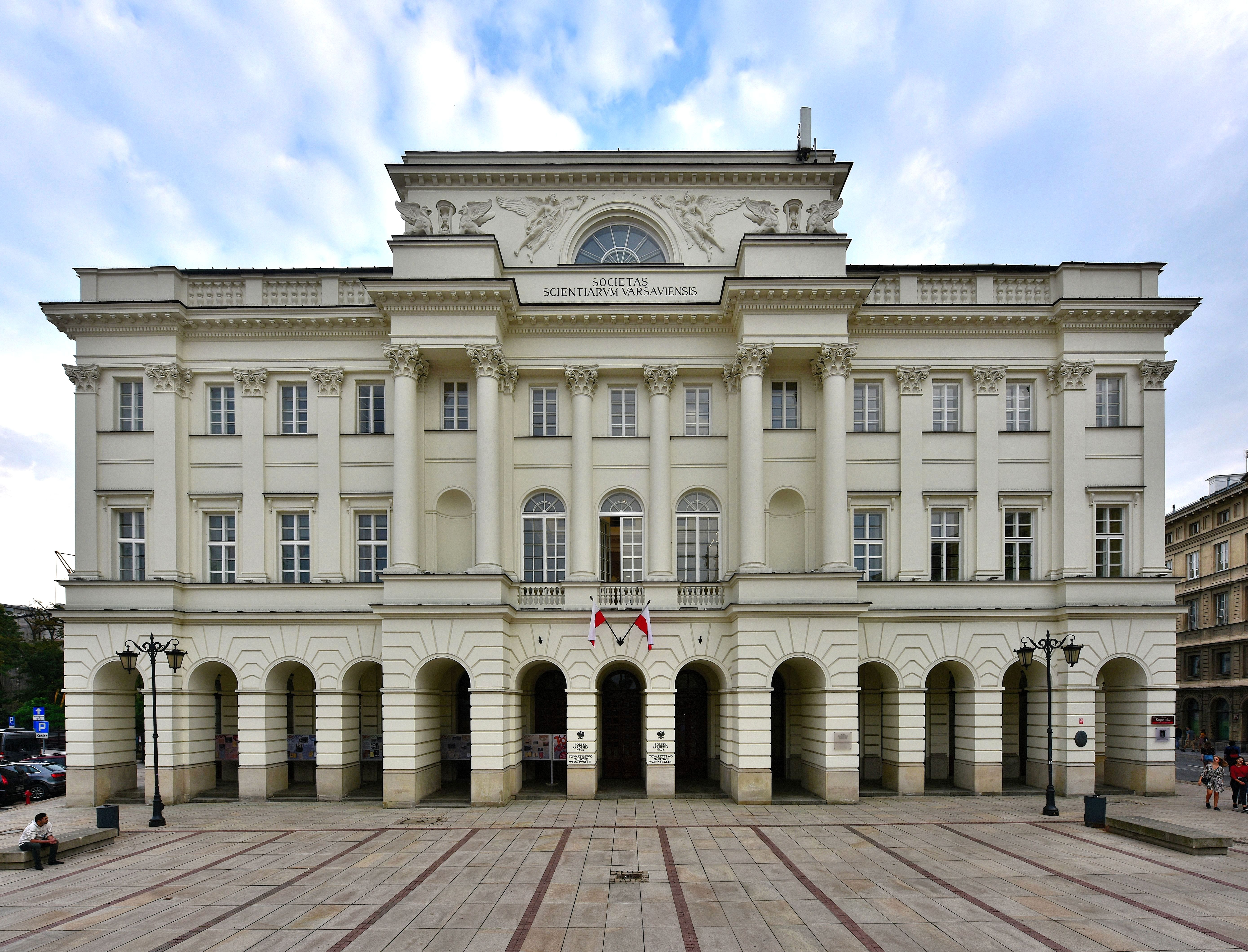

مجلس اللغة البولندية (بالبولندية: Rada Języka Polskiego) هو الجهاز التنظمي الرسمي لمعيرة الغة البولندية. تم تشكيله يوم 9 سبتمبر 1996 كلجنة أكاديمية بولندية للعلوم على قوة القانون الذي سنه البرلمان البولندي («قانون اللغة البولندية»، "Ustawa o języku polskim" بتاريخ 1999/10/07).
يتكون المجلس من 36 عضوا، بما في ذلك اللغويين والعلماء وغيرهم من المتخصصين (على سبيل المثال، في القانون، تاريخ الفن، علم الحاسوب، والطب، والفيزياء). ويتولوا مهام استشارية.
المهام المعلنة للمجلس هي:
- تحليل وتقييم حالة اللغة البولندية وتقديم المشورة بشأن السياسة اللغوية للدولة؛
- تعزيز المعرفة حول اللغة البولندية، والاختلافات في والمعايير، ومعايير لتقييم استخدامها، وتنظيم المناقشات والمؤتمرات لهذا الهدف؛
- اتخاذ القرارات في النزاعات بشأن عناصر اللغة (المفردات والنحو والإملاء وعلامات الترقيم والنحو)؛

وضع قواعد الإملاء وعلامات الترقيم ل؛
- إيجاد حلول لاستخدام اللغة البولندية في العلوم والتكنولوجيا (في المقام الأول في التخصصات الناشئة)؛
- تقييم أسماء تجارية جديدة للمنتجات والخدمات؛
- رعاية الثقافة اللغوية في المدارس للغة البولندية؛
- معربا عن وجهات النظر حول أسماء غير موحدة نظرا للأطفال؛
- استعراض النصوص التي نشرتها وسائل الإعلام البولندية والإدارة العامة.

من أبرز أعضاء المجلس هم:
- Jerzy Bartmiński
- Andrzej Blikle
- Jerzy Bralczyk
- Tadeusz Konwicki
- Andrzej Markowski
- Jan Miodek

## مواضيع ذات صلة
- قائمة الأكاديميات اللغوية

## وصلات خارجية
- الموقع الرسمي على الإنترنت